# 巴特米爾克波因特 (印地安納州)
巴特米爾克波因特（英語：Buttermilk Point）是位於美國印地安納州科西阿斯科縣的一個非建制地區。該地的面積和人口皆未知。